# Diecéze arisitumská
Diecéze Arisitum je titulární diecéze římskokatolické církve.

## Historie
Arisitum bylo starověké římské město s biskupským sídlem Merovejců, existující mezi 6. a 8. stoletím. Není jisté, kde se přesně nacházelo, Annuario pontificio naznačuje, že by to mělo být mezi Alès a Le Vigan.
Za vojenských kampaní krále Theudeberta I. proti Vizigótům roku 534 část území jižní Francie připadla k oblastem Franků. Především diecéze Nîmes se ocitla rozpolcená mezi dvěma královstvími, Merovejců a Vizigótů. Kolem roku 570 Sigibert I., král Austrasie, založil biskupství Alès z části diecéze Nîmes na Merovejském území; byla složena z 15 farností, nacházejí se v městech na severu Cévennes: Alès, Le Vigan, Arre, Arrigas, Meyrueis, Saint-Jean-du-Gard, Anduze, Vissec.
Podle Historiam Francorum Řehoře z Tours, prvním biskupem byl Mundericus; po jeho smrti se diecéze dostala pod jurisdikci biskupa Rodez, Dalmatia. Roku 627 biskup se jménem Emmonus byl přítomen na radě v Clichy. 
Podle dalšího dokumentu z 8. století, biskup Mety Agiulfus vysvětil pro toto sídlo svého bratra Deotaria, a pak jeho vnuka Munderica.
Diecéze zmizela v 8. století, kdy Septimánie byla dobyta Franky; s jejím zmizením se území vrátilo do diecéze Nîmes.
V současné době je používána jako titulární biskupské sídlo; současným titulárním biskupem je Patrick Le Gal, pomocný biskup Lyonu.

## Seznam biskupů
- Deotarius
- Mundericus
- Emmonus (zmíněn roku 627)

## Seznam titulárních biskupů
- od 2009 Patrick Le Gal